# Cypriotisch voetbalkampioenschap 2007/08
In 2007/08 werd het 70e Cypriotische voetbalkampioenschap gespeeld. Anorthosis Famagusta won de competitie voor 13e keer.
Dit jaar werd het kampioenschap voor het eerst gekenmerkt door een play-offsysteem voor de groepsfase. De teams werden verdeeld in 3 groepen; 1e-4e, 5e-8e en 9e-12e. De punten werden overgenomen uit de eerste ronde.
Anorthosis won het kampioenschap drie wedstrijden voor het einde van het seizoen, zonder ook maar één wedstrijd te verliezen.

## Stadions
| Team                   | Stadion                     |
| ---------------------- | --------------------------- |
| AEK Larnaca            | GSZ Stadium                 |
| AEL                    | Tsirion Stadium             |
| Alki                   | Ammochostosstadion          |
| APOP Kinyras Peyias FC | Pafiako Stadium             |
| Anorthosis             | Antonis Papadopoulosstadion |
| APOEL                  | GSP Stadium                 |
| Apollon                | Tsirion Stadium             |
| Aris                   | Tsirion Stadium             |
| Doxa Katokopia         | Makariostadion              |
| Ethnikos               | Dasaki Stadium              |
| Enosis                 | Paralimni Stadium           |
| Nea Salamina           | Ammochostosstadion          |
| Olympiakos             | GSP Stadium                 |
| Omonia                 | GSP Stadium                 |

## Eerste ronde

### Tabel
| Pos | Team                   | Wed | W  | G | V  | Ptn | DV | DT | +/− | Kwalificatie of degradatie           |
| --- | ---------------------- | --- | -- | - | -- | --- | -- | -- | --- | ------------------------------------ |
| 1   | Anorthosis Famagusta   | 26  | 19 | 7 | 0  | 64  | 49 | 13 | +36 | Gekwalificeerd naar Groep A.         |
| 2   | APOEL                  | 26  | 16 | 5 | 5  | 53  | 51 | 19 | +32 | Gekwalificeerd naar Groep A.         |
| 3   | Omonia                 | 26  | 14 | 6 | 6  | 48  | 36 | 22 | +14 | Gekwalificeerd naar Groep A.         |
| 4   | AEK Larnaca            | 26  | 12 | 5 | 9  | 41  | 34 | 32 | +2  | Gekwalificeerd naar Groep A.         |
| 5   | Apollon Limassol       | 26  | 10 | 9 | 7  | 39  | 40 | 33 | +7  | Gekwalificeerd naar Groep B.         |
| 6   | APOP Kinyras Peyias FC | 26  | 10 | 7 | 9  | 37  | 35 | 35 | 0   | Gekwalificeerd naar Groep B.         |
| 7   | Enosis Neon Paralimni  | 26  | 10 | 6 | 10 | 36  | 28 | 30 | −2  | Gekwalificeerd naar Groep B.         |
| 8   | Ethnikos Achna         | 26  | 11 | 1 | 14 | 34  | 34 | 35 | −1  | Gekwalificeerd naar Groep B.         |
| 9   | Doxa Katokopia         | 26  | 9  | 7 | 10 | 34  | 38 | 40 | −2  | Gekwalificeerd naar Groep C.         |
| 10  | Alki Larnaca           | 26  | 7  | 6 | 13 | 27  | 32 | 40 | −8  | Gekwalificeerd naar Groep C.         |
| 11  | Aris Limassol          | 26  | 7  | 6 | 13 | 27  | 24 | 35 | −11 | Gekwalificeerd naar Groep C.         |
| 12  | AEL Limassol           | 26  | 7  | 6 | 13 | 27  | 28 | 38 | −10 | Gekwalificeerd naar Groep C.         |
| 13  | Nea Salamina (R)       | 26  | 6  | 6 | 14 | 24  | 28 | 54 | −26 | Degradatie naar B' Kategoria 2008/09 |
| 14  | Olympiakos Nicosia (R) | 26  | 3  | 5 | 18 | 14  | 23 | 54 | −31 | Degradatie naar B' Kategoria 2008/09 |

1. 1 2 3  team tegen team : Alki 7 punten, Aris 4 punten, AEL 3 punten

### Resultaat
| Thuis \ Uit            | AEK | AEL | ALK | ANO | APOE | APOL | APOP | ARI | DOX | ENP | ETH | NEA | OLY | OMO |
| ---------------------- | --- | --- | --- | --- | ---- | ---- | ---- | --- | --- | --- | --- | --- | --- | --- |
| AEK                    |     | 2–2 | 2–0 | 1–1 | 0–3  | 0–2  | 1–1  | 1–0 | 1–2 | 1–3 | 1–0 | 2–2 | 2–1 | 1–0 |
| AEL                    | 0–2 |     | 2–0 | 1–2 | 1–1  | 0–0  | 0–2  | 0–0 | 2–1 | 1–4 | 1–2 | 1–0 | 3–1 | 1–1 |
| Alki                   | 0–2 | 2–0 |     | 0–0 | 0–4  | 1–0  | 3–1  | 1–1 | 1–1 | 0–1 | 1–3 | 4–1 | 5–0 | 2–1 |
| Anorthosis             | 2–1 | 3–1 | 1–0 |     | 1–0  | 1–1  | 3–1  | 4–0 | 2–1 | 1–0 | 5–1 | 5–0 | 1–0 | 2–0 |
| APOEL                  | 1–0 | 2–0 | 3–0 | 0–1 |      | 2–0  | 4–0  | 3–0 | 3–2 | 0–1 | 2–1 | 3–1 | 4–0 | 1–0 |
| Apollon                | 2–0 | 4–3 | 1–0 | 2–2 | 0–2  |      | 2–0  | 2–1 | 2–2 | 3–0 | 2–1 | 4–1 | 3–2 | 3–3 |
| APOP Kinyras Peyias FC | 0–1 | 0–1 | 5–3 | 0–2 | 1–1  | 1–0  |      | 1–0 | 3–1 | 1–1 | 2–1 | 4–2 | 3–1 | 0–0 |
| Aris                   | 2–3 | 2–1 | 2–5 | 0–0 | 2–2  | 3–1  | 1–2  |     | 1–0 | 2–1 | 0–1 | 1–0 | 3–0 | 1–2 |
| Doxa Katokopia         | 3–3 | 2–1 | 1–0 | 1–1 | 2–2  | 1–0  | 2–2  | 2–1 |     | 2–2 | 2–1 | 2–3 | 2–0 | 1–0 |
| Paralimni              | 0–1 | 1–1 | 2–1 | 1–2 | 1–0  | 2–2  | 0–2  | 1–0 | 0–1 |     | 0–2 | 1–0 | 0–1 | 1–3 |
| Ethnikos               | 0–2 | 2–1 | 1–1 | 0–1 | 0–2  | 2–1  | 2–1  | 2–0 | 3–1 | 0–1 |     | 5–0 | 2–1 | 1–2 |
| Nea Salamina           | 2–0 | 0–2 | 1–1 | 0–4 | 1–3  | 0–0  | 1–1  | 0–0 | 2–1 | 1–1 | 2–0 |     | 4–2 | 0–2 |
| Olympiakos             | 0–2 | 1–2 | 1–1 | 0–1 | 2–2  | 2–2  | 1–1  | 0–1 | 2–1 | 2–2 | 1–0 | 2–4 |     | 0–1 |
| Omonia                 | 3–2 | 1–0 | 3–0 | 1–1 | 2–1  | 1–1  | 1–0  | 0–0 | 2–1 | 0–1 | 2–1 | 3–0 | 2–0 |     |

1. ↑  Wedstrijd gestaakt. Uitslag is gekozen om te officiele score van wedstrijd worden
2. ↑  Wedstrijd gestaakt. Uitslag was toen 2-2.

## Tweede ronde
Een eerste 12 teams is in 3 groepsfase gezet. Punten is overgenomen van eerste ronde.

### Groep A

#### Tabel
| Pos | Team                     | Wed | W  | G  | V  | Ptn | DV | DT | +/− | Kwalificatie                                                       |
| --- | ------------------------ | --- | -- | -- | -- | --- | -- | -- | --- | ------------------------------------------------------------------ |
| 1   | Anorthosis Famagusta (C) | 32  | 20 | 12 | 0  | 72  | 58 | 19 | +39 | Gekwalificeerd voor Eerste voorronde UEFA Champions League 2008/09 |
| 2   | APOEL                    | 32  | 18 | 7  | 7  | 61  | 58 | 28 | +30 | Gekwalificeerd voor Eerste voorronde UEFA Cup 2008/09              |
| 3   | Omonia                   | 32  | 14 | 10 | 8  | 52  | 42 | 31 | +11 | Gekwalificeerd voor Eerste voorronde UEFA Cup 2008/09              |
| 4   | AEK Larnaca              | 32  | 14 | 8  | 10 | 50  | 46 | 42 | +4  |                                                                    |

#### Resultaat
| Thuis \ Uit | ANO | APOE | OMO | AEK |
| ----------- | --- | ---- | --- | --- |
| Anorthosis  |     | 3–0  | 0–0 | 3–3 |
| APOEL       | 1–1 |      | 2–2 | 2–1 |
| Omonia      | 0–0 | 1–2  |     | 0–0 |
| AEK         | 2–2 | 1–0  | 5–3 |     |

### Groep B

#### Tabel
| Pos | Team                   | Wed | W  | G  | V  | Ptn | DV | DT | +/− | Kwalificatie                                             |
| --- | ---------------------- | --- | -- | -- | -- | --- | -- | -- | --- | -------------------------------------------------------- |
| 5   | Apollon Limassol       | 32  | 12 | 11 | 9  | 47  | 49 | 41 | +8  | Weigerde deelname aan Intertoto                          |
| 6   | Enosis Neon Paralimni  | 32  | 13 | 7  | 12 | 46  | 42 | 45 | −3  |                                                          |
| 7   | Ethnikos Achna         | 32  | 13 | 4  | 15 | 43  | 44 | 43 | +1  | Gekwalificeerd voor Eerste ronde UEFA Intertoto Cup 2008 |
| 8   | APOP Kinyras Peyias FC | 32  | 11 | 9  | 12 | 42  | 47 | 49 | −2  |                                                          |

1. ↑  Apollon weigerde deelname aan Intertoto.

#### Resultaat
| Thuis \ Uit            | APOL | APOP | ENP | ETH |
| ---------------------- | ---- | ---- | --- | --- |
| Apollon                |      | 2–2  | 4–1 | 0–2 |
| APOP Kinyras Peyias FC | 1–2  |      | 3–4 | 1–0 |
| Paralimni              | 1–0  | 4–3  |     | 1–1 |
| Ethnikos Achnas        | 1–1  | 2–2  | 4–3 |     |

### Groep C

#### Tabel
| Pos | Team              | Wed | W  | G | V  | Ptn | DV | DT | +/− | Degradatie                           |
| --- | ----------------- | --- | -- | - | -- | --- | -- | -- | --- | ------------------------------------ |
| 9   | AEL Limassol      | 32  | 11 | 7 | 14 | 40  | 39 | 45 | −6  |                                      |
| 10  | Alki Larnaca      | 32  | 11 | 7 | 14 | 40  | 41 | 44 | −3  |                                      |
| 11  | Doxa Katokopia    | 32  | 10 | 9 | 13 | 39  | 43 | 48 | −5  |                                      |
| 12  | Aris Limassol (R) | 32  | 8  | 6 | 18 | 30  | 31 | 48 | −17 | Degradatie naar B' Kategoria 2008/09 |

### Resultaat
| Thuis \ Uit    | DOX | ALK | AEL | ARI |
| -------------- | --- | --- | --- | --- |
| Doxa Katokopia |     | 0–0 | 1–2 | 2–0 |
| Alki Larnaca   | 1–0 |     | 2–1 | 4–1 |
| AEL            | 2–2 | 1–0 |     | 3–2 |
| Aris           | 3–0 | 1–2 | 0–2 |     |

## Topscores
| Rank | Player                | Club           | Goals |
| ---- | --------------------- | -------------- | ----- |
| 1    | David Da Costa        | Doxa Katokopia | 16    |
| 1    | Łukasz Sosin          | Anorthosis     | 16    |
| 3    | Constantinos Makrides | APOEL          | 13    |
| 4    | Bernardo Vasconcelos  | Omonia         | 12    |
| 4    | Ignacio Risso         | Apollon        | 12    |
| 4    | Adrian Mihalcea       | Aris           | 12    |

## Kampioen
| 2007/08                                   |
| Cyprus                                    |
| ----------------------------------------- |
| Anorthosis Famagusta Kampioen (13° titel) |

1934/35 · 1935/36 · 1936/37 · 1937/38 · 1938/39 · 1939/40 · 1940/41 · 1941/42 · 1942/43 · 1943/44 ·  1944/45 · 1945/46 · 1946/47 · 1947/48 · 1948/49 · 1949/50 · 1950/51 · 1951/52 · 1952/53 · 1953/54 · 1954/55 · 1955/56 · 1956/57 · 1957/58 · 1958/59 ·  1959/60 · 1960/61 · 1961/62 · 1962/63 · 1963/64 · 1964/65 · 1965/66 · 1966/67 · 1967/68 · 1968/69 · 1969/70 · 1970/71 · 1971/72 · 1972/73 · 1973/74 · 1974/75 · 1975/76 · 1976/77 · 1977/78 · 1978/79 · 1979/80 · 1980/81 · 1981/82 · 1982/83 · 1983/84 · 1984/85 · 1985/86 · 1986/87 · 1987/88 · 1988/89 · 1989/90 · 1990/91 · 1991/92 · 1992/93 · 1993/94 · 1994/95 · 1995/96 · 1996/97 · 1997/98 · 1998/99 · 1999/00 · 2000/01 · 2001/02 · 2002/03 · 2003/04 · 2004/05 · 2005/06 · 2006/07 · 2007/08 · 2008/09 · 2009/10 · 2010/11 · 2011/12 · 2012/13 · 2013/14 · 2014/15 · 2015/16 · 2016/17 · 2017/18 · 2018/19 · 2019/20 · 2020/21 · 2021/22